# 青龍寺 (京都市東山区)
青龍寺（せいりゅうじ）は、京都市東山区にある浄土宗の寺院。山号は見性山。本尊は聖観音。高台寺の山門前、清水寺から八坂神社に通じる観光ルートの一角にある。洛陽三十三所観音霊場第9番札所。

## 歴史
延暦8年（789年）に桓武天皇の勅命によって長岡京近郊、乙訓郡小塩山に大宝寺として創建され、平安遷都により現在地に移された。「伽羅（きゃら）観音」の通称で広く信仰を集めてきた本尊の聖観音は、本堂正面に安置されており、身の丈約1メートル、細身の優雅な立ち姿である。寺伝によると、唐の皇帝徳宗から献上された伽羅木を、桓武天皇が伝教大師（最澄）に命じて彫刻させたものという。
その後、治承・寿永の乱の戦火にあって荒廃していたが、建久3年（1192年）に法然の弟子である見仏が再興し、法然を請待して浄土宗の六時礼賛別時念仏の道場とし、寺名を引導寺に改めた。
江戸時代の寛永年間（1624年 - 1645年）、知恩院第32世雄譽霊巌上人により寺名を青龍寺と改めた。

## 境内
- 本堂
- 庫裏
- 弁天社
- 念仏石 - 本堂前の庭に長さ1メートル、幅50センチほどの石が据えられている。法然の門弟・見仏が後白河法皇追善回向の為、法然を招いて六時礼讃を勤めた時、同じく門弟の住蓮が鉦の代わりに叩いたという石で、隕石との言い伝えもあり、名物となっている。大小二つあって、小さい方は本堂内に保存されており、打つとカーンと金属性の音がする。
- 近藤正慎（義重）の墓 - 勤王の志士。
- 山門

## 前後の札所
洛陽三十三所観音霊場
8 大蓮寺　-　9 青龍寺　-　10 清水寺善光寺堂